# Virginia Resolves
Die Virginia Resolves (zu Deutsch etwa: Virginia-Beschlüsse) waren eine Reihe an Beschlüssen gegen das unpopuläre Stamp Act, die 1765 vom virginischen House of Burgesses verabschiedet wurden.
Im Zuge des Siebenjährigen Krieges entschied sich das Königreich Großbritannien, seine Kontrolle über seine Kolonien in Nordamerika zu festigen. Dazu erhöhte es mit dem Sugar Act 1764 und dem Stamp Act 1765 die bisher sehr niedrigen Steuern der Kolonisten. Diese empfanden diese Gesetze als rechtswidrig, da sie nicht im Britischen Parlament vertreten waren (vgl. No taxation without representation).
Der neu gewählte Abgeordnete im House of Burgesses Patrick Henry, der sich schon 1763 im Parson’s Cause einen Namen als Verteidiger der Kolonien vor der Tyrannei der britischen Krone gemacht hatte, verfasste mindestens fünf Beschlüsse gegen den Stamp Act. Später wurden zwei weitere hinzugefügt, deren Autorenschaft zwischen Henry und den Abgeordneten John Fleming und George Johnston in Disput stehen. Ob Henry dem Committee of the Whole des House of Burgesses am 29. Mai 1765 alle sieben oder nur fünf der Beschlüsse vorschlug, ist nicht bekannt.
Am 30. Mai präsentierte der Attorney General Peyton Randolph, der persönlich gegen die Beschlüsse war, sie dem gesamten House of Burgesses. In der darauffolgenden hitzigen Debatte verglich Henry den britischen König mit Caesar und dem König Karl I., der im Rahmen des Englischen Bürgerkriegs geköpft wurde. Gleichzeitig verwies er darauf, dass beide Herrscher für ihre Tyrannei ermordet wurden. Daraufhin rief ihn der Speaker John Robinson für Verrat zur Ordnung. Zur Opposition gegen die Resolves gehörten auch die einflussreichen Politiker George Wythe und Robert Carter Nicholas Sr. Klar ist, dass die ersten fünf Beschlüsse schließlich verabschiedet wurden. Das fünfte, das nur eine Stimme Mehrheit hatte, wurde am Folgetag auf Druck Robinsons und des Gouverneurs Francis Fauquier wieder zurückgenommen. Zu dem Zeitpunkt hatte Henry den Tagungsort Williamsburg schon verlassen. Ihre Motivation war nicht Unterstützung des Stamp Acts, sondern Angst davor, dass man zu übereilt handle.
Verfolgt wurde diese Diskussion vom späteren Präsidenten Thomas Jefferson, der diese während seines Lebensabend nochmal beschrieb, und einem unbekannten Beobachter, dessen Reisebericht Journal of a French Traveller in the Colonies, 1765 zu einer wichtigen Primärquelle geworden ist. Die echte ethnische Identität des „Französischen Reisenden“ ist in der Forschung jedoch umstritten. Der Historiker Rhys Isaac vermutete, dass er ein irischer Landadeliger war, der wie viele im Dienste des Französischen Königs stand. Eine weitere Quelle ist ein Brief Fauquiers an seine Vorgesetzten im Board of Trade, in dem er jedoch mehrmals die Ereignisse zu seinem Gunsten verfälscht.
Die ersten beiden Beschlüsse beanspruchten die Rights of Englishmen, das heißt die traditionellen Bürgerrechte im angelsächsischen Recht, für die virginischen Kolonisten. Die nächsten beiden erklären, dass die Besteuerung des Volkes durch das Volk beziehungsweise durch seine Vertreter ein grundlegendes Bestandteil dieser Rights of Englishmen sei und dass die Virginier immer dieses Recht genossen hatten. Der fünfte zog den Schluss, dass gemäß dem englischen Recht nur das House of Burgesses Steuern auf Virginier erheben könne. In der sechsten widerspricht Henry der Auffassung, dass die Virginier den britischen Steuergesetzen Folge leisten müssten. Der Letzte erklärt alle, die die exklusive Steuergewalt des House of Burgesses in Frage stellten, zu Feinden der Kolonie.
Zwar konnte Fauquier die Veröffentlichung der Resolves in Virginia verhindern, doch wurden alle sieben schnell in den weiteren 13 Kolonien gedruckt. Bald verabschiedeten diese ähnliche Beschlüsse. Sie gelten heute als eine der Startschüsse der Amerikanischen Revolution. Im Oktober sammelten sich neun der Kolonien im Stamp Act Congress und verfassten die Declaration of Rights and Grievances. Schließlich wurde das Gesetz im März 1766 wieder aufgehoben. Laut dem Historiker J. A. Leo Lemay waren die Virginia Resolves der Hauptgrund. Die Virginia Resolves markierten auch den Beginn der Karriere des einflussreichen Patrick Henry.